# Lopușnea, Sofia
Lopușnea (în bulgară Лопушня) este un sat în comuna Godeci, regiunea Sofia,  Bulgaria. 

## Demografie
Componența etnică a satului Lopușnea
     Bulgari (100%)
     Nicio identificare (0%)
     Altele (0%)
La recensământul din 2011, populația satului Lopușnea era de 35 locuitori. Din punct de vedere etnic, toți locuitorii erau bulgari.